# Панзенберг (стадион)

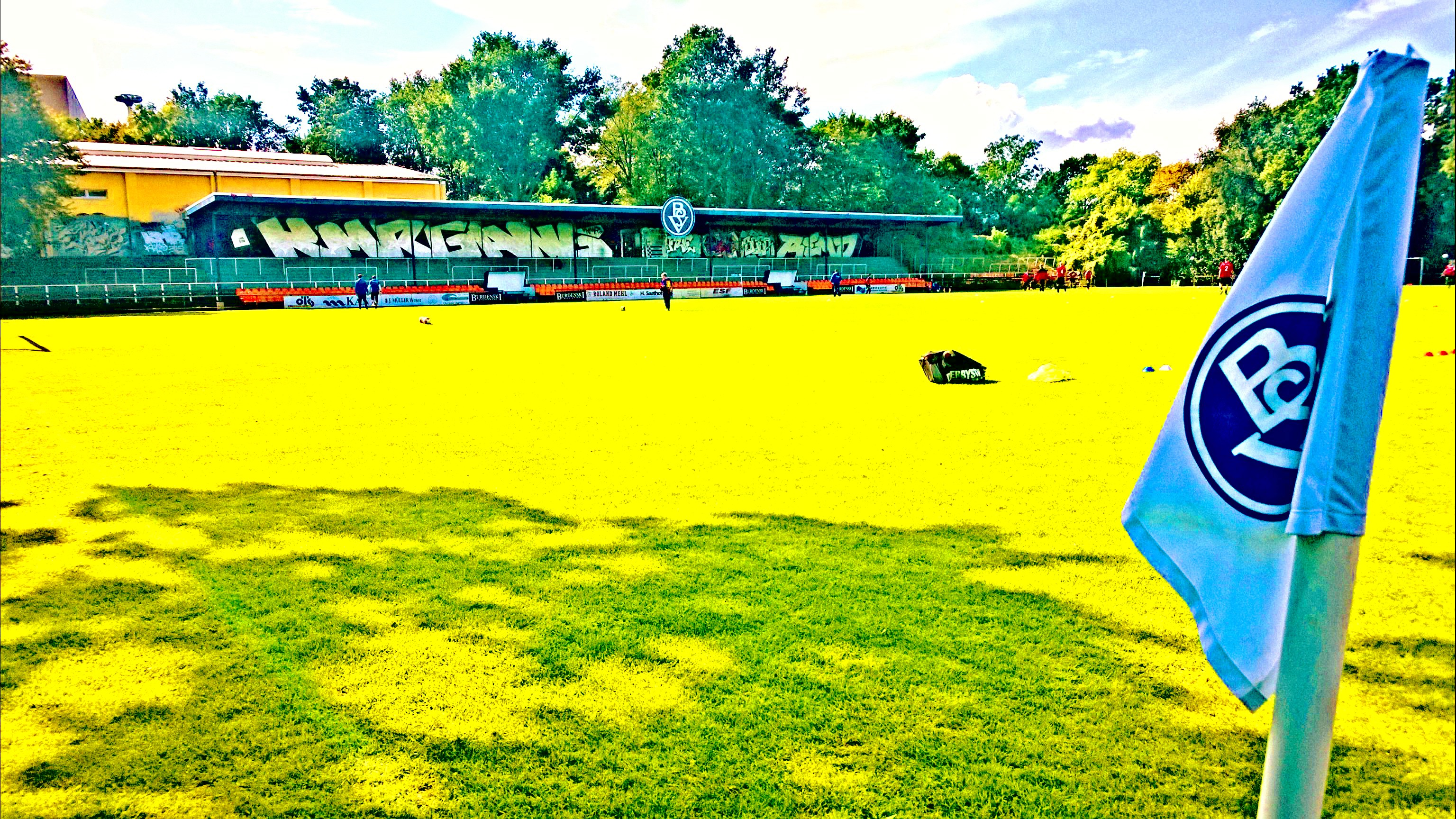
Стадион "Панзенберг" в августе 2015 года

«Панзенберг» (нем. Stadion am Panzenberg, кратко — нем. Panzenbergstadion) — футбольный стадион, расположенный в немецком городе Бремен. С момента открытия в 1963 году является домашней ареной для местной команды «Бремер».

## Немного об арене
Официально стадион был открыт в 1963 году. Арена расположена в бременском районе Валле и на данный момент вмещает 5 000 зрителей. К востоку от стадиона проходит федеральная автомагистраль 6. Поле оборудовано натуральным газоном. Система искусственного освещения на арене отсутствует. 
До постройки «Панзенберга» «Бремер» делил «Везерштадион» с «Вердером». Затем «зелено-белые», ставшие к тому времени чемпионами Германии, выделили скромному коллективу деньги на возведение собственного стадиона, а в 1967 году помогли провести его реконструкцию и оснастить арену новыми просторными раздевалками. 
Рекорд посещаемости арены был установлен в 1974 году, когда за последней в сезоне домашней игрой «Бремера» наблюдали 7500 поклонников коллектива.
В 2010-х годах Немецкий футбольный союз запретил клубу проводить домашние игры Кубка Германии на «Панзенберге» ввиду плохого технического состояния стадиона, однако в 2016 году запрет был снят после устранения всех недочетов.

## Другие объекты на стадионе
На стадионе «Панзенберг» помимо футбольного поля имеется также бар для фанатов, владельцем которого является команда «Бремер».